# Afspændingsmiddel
Afspændningsmiddel er et produkt til brug i opvaskemaskiner. Formålet med afspændingsmidlet er dels at blødgøre vandet, dels at reducere vandets overfladespænding, så små dråber af vand ikke sætter sig på f.eks. glas, hvor de kan tørre ind og efterlade pletter af kalk. Ved at reducere vandets overfladespænding løber vandet nemmere af glassene, og efterlader dermed ingen kalkpletter.
Afspændingsmiddel indeholder typisk fedtalkoholalkoxylat, natriumkumensulfonat og citronsyre.